# Dadasz Kandi
Dadasz Kandi – wieś w Iranie, w ostanie Kurdystan, w szahrestanie Bidżar. W 2006 roku liczyła 253 mieszkańców.